# Время для Бини
«Время для Бини» — американский детский телевизионный сериал с кукольными персонажами, который начал выходить на местном телеканале в Лос-Анджелесе с 28 февраля 1949 года, а с 1950 по 1955 год транслировался по всей стране (в записи на кинескоп) через импровизированную телевизионную сеть Paramount Television Network. Шоу было создано аниматором Бобом Клэмпеттом, который вскоре перенесёт главных персонажей в спин-офф Бини и Сэсил. Шоу получило три премии Эммиза лучшее детское шоу.

## Основные персонажи
- Бини — смелый мальчик, который носит шапочку-бини.
- Сесил, морской змей с морской болезнью — храбрый, но не слишком умный, утверждающий, что ему 300 лет и его рост — 10,74 метра.
- Общий Дракон — ещё один змей, названный в честь Кармена Драгона, известного дирижёра.
- Дядя Бини, капитан Горацио К. (от Кермит) Хеффепафф — имя которого является игрой слов с персонажем Горацио Хорнблауэр, он дул в паруса корабля «Протекающая Лена», чтобы корабль шел быстрее.
- Нечестный Джон, или «Джей-Джей», с плащом и усами в виде рулей — явно злодей.
- Дадли Найтшейд — ещё один иногда злодей, названный в честь ядовитого растения белладонны.
- Теар-а-лонг, пунктирный лев — всегда эффектно врывается, имя отсылает к фразе «порвать по пунктирной линии».
- Кит с полным ртом зубов — кит с искусственными зубами.
- Хопалонг Вонг — китайская версия ковбоя Хопалонг Кэссиди.
- Ещё один персонаж — цирковой клоун по имени Клоуни — появлялся в первых сериях, но позже перестал использоваться.

## Основные актёры озвучивания и кукловоды
Стэн Фреберг (озвучивал Сесила и Нечестного Джона) и Доуз Батлер (озвучивал Бини и капитана Хеффнпафф). Сценаристы — Чарльз Шоус, Билл Скотт и Адам Браччи. Куклы были показаны на простых декорациях или на фоне грубо нарисованных задников.
После того, как Батлер и Фреберг ушли из шоу в 1952 или 1953 году, озвучивание и управление куклами взяли на себя Джим МакДжордж, Ирв Шоумейкер и Уокер Эдмистон. Шоумейкер стал озвучивать роли Фреберга, МакДжордж — капитана Хаффенпаффа, а Эдмистон озвучивал Бини некоторое время, после чего ушёл работать над новым шоу, которое запустил Клэмпетт. Тогда МакДжордж и Дик Нельсон стали озвучивать Бини. Скэтмен Кротерс озвучил двух персонажей. Корла Пандит был органистом шоу.

## Сюжет
Время для Бини рассказывал о необычных путешествиях и приключениях корабля «Протекающая Лена», которым командовал временами неуклюжий «дядюшка» капитан Хаффенпафф. Ежедневные эпизоды длились по пятнадцать минут и часто содержали актуальные отсылки, как правило, сатирического характера.
В одном из выпусков, например, был показан президент Гарри С. Трумэн в виде куклы, аккомпанирующий пению Сесила. Другие персонажи пародировали популярных артистов той эпохи — например, Дина Завр и Красный Скелет (пародии на певицу Дину Шор и комика Реда Скелтона).
Дети смеялись над забавными персонажами и глупыми ситуациями, а взрослые — над политической и социальной сатирой, умело вплетённой в сюжет.